# Gabriel Boștină
Gabriel Boștină (* 22. Mai 1977 in Gura Văii, Kreis Mehedinți) ist ein ehemaliger rumänischer Fußballspieler. Der Mittelfeldspieler bestritt insgesamt 324 Spiele in der Liga 1. In den Jahren 2005 und 2006 gewann er die rumänische Meisterschaft.

## Spielerkarriere
Erste Meisterschaftserfahrung sammelte Gabriel Boștină in der Saison 1997/98, als er für Severnav Turnu Severin in der Divizia C auflief. Anschließend wechselte er in die Divizia B zu Cimentul Fieni, wo er mit seinen Leistungen dazu beitrug, dass der Verein einen guten dritten Platz belegte. Dadurch wurden die Verantwortlichen von Oțelul Galați auf ihn aufmerksam, die ihn 1999 verpflichteten. Sein Debüt in der Divizia A gab er am 24. Juli 1999 bei dem Sieg gegen Gloria Bistrița. Er wechselte 2002 von Oțelul zu Steaua Bukarest und wurde dort zweimal rumänischer Meister. Nachdem er am ersten Spieltag der Saison 2007/08 noch für Steaua aufgelaufen war, wechselte er zu Dinamo Bukarest. Dort wurde er zum Stammspieler. Im Sommer 2010 verließ er den Klub wieder und schloss sich dem Aufsteiger Universitatea Cluj an. Zwei Jahre später beendete er dort zunächst seine Laufbahn, ehe er im April 2013 bei CS Turnu Severin anheuerte. Bei seinem neuen Klub kam er jedoch nicht zum Einsatz und verabschiedete sich nach Saisonende vom Leistungssport.

## Nationalmannschaft
Boștină absolvierte vier Länderspiele für die rumänische Fußballnationalmannschaft, das erste davon am 12. November 2005 gegen die Elfenbeinküste. Vier Tage später stand er gegen Nigeria erstmals in der Startelf. Während einer USA-Reise kam er am 25. Mai 2006 gegen Nordirland zu seinem letzten Einsatz.

## Erfolge
- Rumänischer Meister: 2005, 2006